# Bad Ideas
Bad Ideas is een nummer van de Duitse deephouse-dj Alle Farben uit 2016. Het is de tweede single van zijn tweede studioalbum Music Is My Best Friend.
Het nummer werd ingezongen door Chris Gelbuda. "Bad Ideas" werd een grote hit in het Duitse taalgebied. Het haalde de 7e positie in Duitsland. Daarnaast haalde het nummer ook Goud in Duitsland en Oostenrijk. In het Nederlandse taalgebied werd het nummer echter geen hit.